# Hallandsposten
Hallandsposten es un periódico sueco, fundado en 1850. Tiene la redacción central en Halmstad y una tirada media de 32.000 ejemplares.

## Historia y perfil
Hallandsposten  fue fundado en 1850. En concreto, su primer número apareció el 30 de julio de 1850. Se emitió dos veces a la semana hasta 1900, cuando comenzó a distribuirse diariamente.
Hallandsposten es parte de Mediebolaget Västkusten, MBVK, que también posee Hallands Nyheter. Hallandsposten se publicó en gran formato hasta 2007, cuando cambió a formato tabloide. El periódico tiene una línea editorial liberal independiente.

## Circulación
En 1996 Hallandsposten tuvo una tirada de 32 200 ejemplares. En los años siguientes, fue disminuyendo el número de ejemplares diarios hasta llegar a 29 000 copias en 2013.